# Peter Elliott
Peter Elliott, född den 9 oktober 1962 i Rotherham, är en brittisk före detta friidrottare som tävlade i medeldistanslöpning under 1980-talet. 
Elliott deltog vid VM 1983 i Helsingfors där han blev fyra på 800 meter. Vid VM 1987 blev han silvermedaljör på 800 meter där han blev slagen endast av Billy Konchellah. Vid Olympiska sommarspelen 1988 deltog han både på 800 meter där han blev fyra och på 1 500 meter där han slutade tvåa, denna gång slagen av kenyanen Peter Rono.

## Personliga rekord
- 800 meter - 1.42,97 från 1990
- 1 500 meter - 3.32,69 från 1990